# SN 2011gj
SN 2011gj – supernowa typu Ia odkryta 7 września 2011 roku w galaktyce UGC 849. W momencie odkrycia miała maksymalną jasność 17,50m.